# Interruptor bilateral de silício

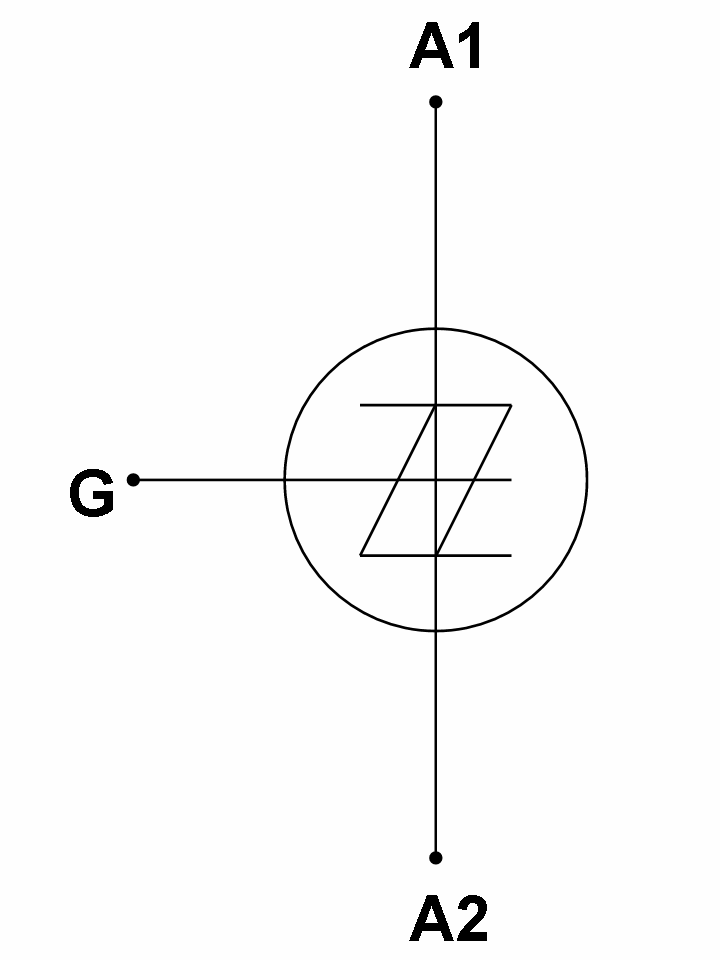
Símbolo esquemático de um SBS.

Um Interruptor bilateral de silício ou SBS por suas siglas em inglês (Silicon Bilateral Switch) é um tiristor do tipo bidireccional, que está composto por dois tiristores unidireccionais ou SEUS conectados em anti-paralelo. Do mesmo modo que os tiristores UJT, PUT e SEUS, o SBS é utilizado em circuitos osciladores de fechar para o controle de disparo de dispositivos que entregam potência eléctrica a uma carga, como os SCR e os TRIAC; a diferença consiste em que podem se disparar tanto no semi-ciclo positivo como no negativo de uma fonte de voltagem de corrente alternada, como podem polarizar-se directa e inversamente.

## Construção
Como quase todos os familiares dos tiristores, o SBS conta com três conexões: a comporta (G), o ánodo ou terminal 1 (A1 ou T1) e o ánodo ou terminal 2 (A2 ou T2). Uma característica muito especial deste dispositivo é que não é uma versão modificada de um diodo com suas capas NPNP, senão mais bem está composto internamente por transistores, diodos Zener e resistências internas, e que também vêm fabricados como circuitos integrados.

## Curva Característica de Voltagem-Corrente
Um SBS pode disparar com a comporta conectada ou desligada; este terminal somente proporciona maior flexibilidade no disparo e por tanto altera as suas características de voltagem-corrente. Se comparasse-mos esta curva característica com a de um DIAC, poder-se-ia observar que são muito similares; no entanto, a curva do SBS tem uma região de resistência negativa mais pronunciada, o que significa que sua queda de voltagem é bem mais drástica após chegar ao seu estado de condução. Usualmente, a voltagem de ruptura de um SBS encontra-se entre os 7 e 9 volts, cuja voltagem é muito menor que o de um DIAC.
Uso da comporta do SBS para modificar a curva característica de um SBS
A comporta de um SBS é usada para alterar o comportamento mostrado na curva característica Voltagem-Corrente; por exemplo, se deseja-se ter ângulos de disparo diferentes nos semi-ciclos positivos e negativos, pode-se ligar um diodo Zener entre a comporta G e o terminal T1, com a finalidade de que a voltagem de ruptura directo chegue até o valor de voltagem do diodo Zener, enquanto a voltagem de ruptura inverso não se modifica. Com isto, se consegue modificar a voltagem de ruptura original a um determinado pelo "utente" para um aplicativo qualquer, ainda que não é comum ter diferentes ângulos de ruptura.

## Vantagens
Além da sua queda de voltagem mais drástica devido à sua região de resistência negativa, o qual permite uma conmutação mais rápida, o SBS é bem mais estável termicamente e mais simétrico que seu familiar próximo, o DIAC.
- Estabilidade térmica: Isto significa que ante incrementos de temperatura, o SBS mantém uma voltagem muito estável; de acordo com a folha de especificações da companhia POWEREX, o modelo BS08D-T112 conta com um coeficiente de temperatura de 0.01%/°C. Em outras palavras, pela cada grau Celsius que varie a temperatura do dispositivo, sua voltagem de ruptura mudará em 0.01%, convertendo num dispositivo muito estável termicamente falando.[1]
- Simetria: Quando se menciona que o SBS é simétrico, é porque as voltagens de ruptura nos semi-ciclos positivos e negativos são iguais ou quase iguais. Isto se pode verificar no sinal de saída de um SBS: seus ângulos de disparo nos dois semi-ciclos são praticamente iguais.

## Circuitos de Disparo
Os seguintes circuitos são utilizados para o controle do disparo de um SBS. No primeiro, com a selecção adequada de duas resistências pode-se regular a corrente que circula pela comporta do SBS e portanto permite ajustar seu ângulo de disparo e a potência entregada a uma carga qualquer. Note-se que os ângulos de disparo nos dois semi-ciclos são iguais. No segundo e terceiro circuito controla-se indirectamente a potência entregada à carga, ao controlar directamente o disparo de um SCR e TRIAC, respectivamente. Dependendo dos valores de resistências e capacitâncias seleccionados, assim mesmo será o tempo de carga e descarga do condensador (constante RC); ao carregar-se o condensador até uma voltagem determinada, o SBS disparar-se-á e entregar-lhe-á pulsos de voltagem ao SCR ou TRIAC para que se disparem e lhe entreguem a potência à carga. O segundo circuito é normalmente utilizado para o controle de motores DC, enquanto o terceiro é frequentemente usado para controle de iluminação (luzes) e aquecedores eléctricos.